# Noctua fusca
Noctua fusca là một loài bướm đêm trong họ Noctuidae.